# Comete scoperte dal progetto NEAT
La seguente lista raccoglie le comete scoperte, co-scoperte o riscoperte dal progetto automatico NEAT, il cui scopo è la ricerca sistematica degli asteroidi in prossimità della Terra.
Per facilitarne la lettura, vengono qui brevemente richiamati alcuni cenni della nomenclatura cometaria:
- La lettera che precede la barra "/" può essere una "C" ad indicare una cometa non periodica; una "P" ad indicare una cometa periodica.
- In generale segue la barra "/" l'anno di scoperta, una lettera identificativa del periodo (ad ogni lettera corrispondono quindici giorni) e un secondo numero (o eventualmente una lettera ed un numero), che indica l'ordine di scoperta.
- Alle comete periodiche di cui siano stati osservati due passaggi al perielio è assegnato un ordinale e la loro denominazione formale è completata dal nome dello scopritore o degli scopritori.

## Comete periodiche numerate
| Cometa                 | Denominazione alternativa | Coscopritore/i      |
| ---------------------- | ------------------------- | ------------------- |
| 54P/de Vico-Swift-NEAT | de Vico-Swift-NEAT 1      | de Vico - SWIFT     |
| 163P/NEAT              | NEAT 21                   | -                   |
| 166P/NEAT              | NEAT 8                    | -                   |
| 169P/NEAT              | NEAT 22                   | -                   |
| 180P/NEAT              | NEAT 3                    | -                   |
| 189P/NEAT              | NEAT 10                   | -                   |
| 193P/LINEAR-NEAT       | LINEAR-NEAT 2             | LINEAR              |
| 204P/LINEAR-NEAT       | LINEAR-NEAT 3             | LINEAR              |
| 207P/NEAT              | NEAT 4                    | -                   |
| 212P/NEAT              | NEAT 24                   | -                   |
| 215P/NEAT              | NEAT 11                   | -                   |
| 224P/LINEAR-NEAT       | LINEAR-NEAT 5             | LINEAR              |
| 231P/LINEAR-NEAT       | LINEAR-NEAT 4             | LINEAR              |
| 240P/NEAT              | NEAT 12                   | -                   |
| 243P/NEAT              | NEAT 17                   | -                   |
| 246P/NEAT              | NEAT 20                   | -                   |
| 272P/NEAT              | NEAT 19                   | -                   |
| 291P/NEAT              | NEAT 16                   | -                   |
| 301P/LINEAR-NEAT       | LINEAR-NEAT 1             | LINEAR              |
| 303P/NEAT              | NEAT 18                   | -                   |
| 312P/NEAT              | NEAT 25                   | -                   |
| 334P/NEAT              | NEAT 1                    | -                   |
| 343P/NEAT-LONEOS       | NEAT-LONEOS 1             | LONEOS              |
| 355P/LINEAR-NEAT       | LINEAR-NEAT 7             | LINEAR              |
| 368P/NEAT              | NEAT 23                   | -                   |
| 370P/NEAT              | NEAT 7                    | -                   |
| 395P/Catalina-NEAT     | Catalina-NEAT 1           | Catalina Sky Survey |
| 410P/NEAT-LINEAR       | NEAT-LINEAR 2             | LINEAR              |

## Comete periodiche non numerate
| Cometa                | Denominazione alternativa | Coscopritore/i |
| --------------------- | ------------------------- | -------------- |
| P/2001 H5 NEAT        | NEAT 2                    | -              |
| P/2001 Q6 NEAT        | NEAT 6                    | -              |
| P/2002 T6 NEAT-LINEAR | NEAT-LINEAR 1             | LINEAR         |
| P/2003 F2 NEAT        | NEAT 14                   | -              |
| P/2003 QX29 NEAT      | NEAT 15                   | -              |
| P/2004 R3 LINEAR-NEAT | LINEAR-NEAT 6             | LINEAR         |

## Comete non periodiche
| Cometa                  | Denominazione alternativa | Coscopritore/i |
| ----------------------- | ------------------------- | -------------- |
| C/1996 E1 NEAT          | -                         | -              |
| C/1997 A1 NEAT          | -                         | -              |
| C/2001 B2 NEAT          | -                         | -              |
| C/2001 HT50 LINEAR-NEAT |                           | LINEAR         |
| C/2001 M10 NEAT         | NEAT 5                    | -              |
| C/2001 O2 NEAT          | -                         | -              |
| C/2001 Q1 NEAT          | -                         | -              |
| C/2001 Q4 NEAT          | -                         | -              |
| C/2002 J4 NEAT          | -                         | -              |
| C/2002 K1 NEAT          | -                         | -              |
| C/2002 K4 NEAT          | NEAT 9                    | -              |
| C/2002 L9 NEAT          | -                         | -              |
| C/2002 P1 NEAT          | -                         | -              |
| C/2002 V1 NEAT          | -                         | -              |
| C/2003 E1 NEAT          | NEAT 13                   | -              |
| C/2003 H3 NEAT          | -                         | -              |
| C/2003 J1 NEAT          | -                         | -              |
| C/2004 D1 NEAT          | -                         | -              |
| C/2004 P1 NEAT          | -                         | -              |
| C/2005 O1 NEAT          | -                         | -              |
| C/2006 K4 NEAT          | -                         | -              |